# Ambassade de Birmanie en France
L'ambassade de Birmanie (Myanmar) en France est la représentation diplomatique de la république de l'Union du Myanmar auprès de la République française. Elle est située 60, rue de Courcelles dans le 8e arrondissement de Paris, la capitale du pays. Son ambassadeur actuel est Kyaw Zeya.

## Liste des ambassadeurs
| Date de nomination                                                   | Date de nomination                                                   | Date de remise des lettres de créance                                | Date de remise des lettres de créance                                | Diplomate                                                            |
| En qualité d'ambassadeur extraordinaire et ministre plénipotentiaire | En qualité d'ambassadeur extraordinaire et ministre plénipotentiaire | En qualité d'ambassadeur extraordinaire et ministre plénipotentiaire | En qualité d'ambassadeur extraordinaire et ministre plénipotentiaire | En qualité d'ambassadeur extraordinaire et ministre plénipotentiaire |
| -------------------------------------------------------------------- | -------------------------------------------------------------------- | -------------------------------------------------------------------- | -------------------------------------------------------------------- | -------------------------------------------------------------------- |
| ?                                                                    |                                                                      | 9 mai 1990                                                           | [ JORF 1 ]                                                           | U Saw Tun                                                            |
| ?                                                                    |                                                                      | 7 décembre 1994                                                      | [ JORF 2 ]                                                           | Nyunt Tin                                                            |
| ?                                                                    |                                                                      | 26 janvier 2000                                                      | [ JORF 3 ]                                                           | U. Linn Myaing                                                       |
| ?                                                                    |                                                                      | 22 octobre 2001                                                      | [ JORF 4 ]                                                           | Wunna Maung Lwing                                                    |
| ?                                                                    |                                                                      | 30 septembre 2005                                                    | [ JORF 5 ]                                                           | Saw Hla Min                                                          |
| ?                                                                    |                                                                      | 6 juin 2011                                                          | [ JORF 6 ]                                                           | Kyaw Zwar Minn                                                       |
| ?                                                                    |                                                                      | 26 février 2014                                                      | [ JORF 7 ]                                                           | Han Thu                                                              |
| ?                                                                    |                                                                      | 31 août 2018                                                         | [ JORF 8 ]                                                           | Kyaw Zeya                                                            |